# 海因茨·弗洛厄
海因茨·弗洛厄（德語：Heinz Flohe，1948年1月28日—2013年6月15日），前德国足球运动员，司职中场。

## 足球生涯
在家乡球队奧伊斯基興体育俱乐部（TSV Euskirchen），弗洛赫逐渐成长为一名技术精湛的中前场球员。1965年11月7日，他首度入选德国青年队，并在贝尔格莱德以0比1不敌南斯拉夫的比赛中完成首秀。1966年5月，他又随队出征欧洲青年足球锦标赛，但仅在以1比1战平苏格兰的比赛中获得出场机会。他在这一级别国家队的唯一入球是在1966年4月19日，于格倫興客场以3比2战胜瑞士的比赛中取得。自1966-67赛季起，弗洛赫加盟德甲时代的首个冠军球队科隆。在他的首个德甲赛季中，共出场19次，并射入2球。
1967年5月3日，弗洛赫首次入选德国23岁以下国家足球队，并在门兴格拉德巴赫对阵捷克斯洛伐克的比赛中完成首秀，得以与君特·内策尔、尤普·海因克斯、霍斯特·科佩尔和赫伯特·威默等人并肩作战。德国杯冠军是弗洛赫所获得的第一项赛事锦标，他随队在1968年6月9日于路德维希港举行的该年度德国杯决赛中以4比1战胜波鸿而捧杯。1970年11月22日，德国队主教练赫尔穆特·舍恩首次将弗洛赫召至成年组国家队，并在雅典以3比1战胜希腊的比赛中于第79分钟替换君特·内策尔首次登场。他的首个国际比赛入球是1971年6月30日在哥本哈根对阵丹麦的比赛中于第83分钟完成，并将比分锁定为3比1。
弗洛赫在1966年至1979年间分别代表科隆和慕尼黑1860共参加了343场联赛，其中随前者赢得了1978年的德国足球冠军以及1968年、1977年和1978年的德国杯冠军。在1970年至1978年间，弗洛赫也代表西德国家队在39场国际比赛中出场，并射入8球。他参加了1974年世界杯、1976年欧锦赛和1978年世界杯的决赛圈赛事，其中在1974年加冕世界冠军，但他在这届赛事中仅获得3次出场机会，于决赛中仅被列为替补。1976年，他又随队获得欧洲足球锦标赛亚军，并在决赛的点球大战中得到主罚机会，但西德队仍最终失利。
1979年12月1日，弗洛赫由于在比赛中遭到杜伊斯堡球员保罗·施泰纳的侵犯，从而导致复杂的胫骨和腓骨骨折，这也意味着他的运动生涯从此宣告结束。这一伤病在很长一段时间对弗洛赫的精神造成极大困扰，他曾试图起诉施泰纳并要求赔偿，但最终未能成功，因为对方证明了这并非蓄意犯规。
在球员生涯结束后，弗洛赫开始担当科隆的助理教练。此后他也在1981年至1991年间分别执教过奥伊斯基兴县的两支球队，其中曾率领其家乡球队奥伊斯基兴在1983年成功升入德国足球联赛系统第五级的中莱茵联赛（Fußball-Mittelrheinliga）。在该俱乐部，他曾多次（最后一次是2007年至2009年）作为董事会成员负责人才考察工作，自2009-10赛季起，他的职能只涉及球探事务。此外，他还推荐其儿子尼诺（Nino）成为负责队内日常工作的教练。

## 其他
弗洛赫十分钟情于沙尔克04。当他还是一名年轻球员时便希望加盟该队，但在其母亲的坚持下，最终只能留在家乡附近的球队。此外，弗洛赫与媒体的关系并不融洽，他曾多次收到德国电视二台一个专栏节目的访谈邀请，但都被他拒绝，只是在1978年科隆夺得双冠王之际随全队集体亮相。
弗洛赫多年来一直参与青少年的足球运动，曾与多支球队保持联系并经常关注在其家乡举办的青年队比赛。同时他也是一个拳击迷，并定期出席在德国或周边国家举行的职业或业余拳击较量。弗洛赫是德国首个享用伤残养老金的职业足球运动员，他的前东家科隆在2013年5月成立了一所以他名字命名的“海因茨·弗洛赫足球学校”（Fußballschule Heinz Flohe）。
弗洛赫曾在1992年作过心脏手术，并在2004年1月因为持续性的心律不整再度接受手术。这一次，他更换了一个全新的心脏瓣膜。2010年5月11日，弗洛赫在中风后陷入昏迷，直至其逝世前一直维持植物人状态。他先是在科隆大学医院就医，后被转送至迪伦的一家康复中心。至2013年6月15日，弗洛赫因身体极度虚弱而在睡梦中与世长辞，享年65岁。

## 荣誉
俱乐部
- 德国足球冠军：1978年
- 德国杯冠军：1968年、1977年、1978年

国家队
- 世界杯足球赛冠军：1974年